# Trafiquants d'armes à Cuba
Pour plus de détails, voir Fiche technique et Distribution.
Trafiquants d'armes à Cuba (titre original : The Gun Runners) est un film américain réalisé par Don Siegel, sorti en 1958.

## Synopsis
À Key West (Floride), Sam Martin gagne sa vie en louant son bateau à des touristes. Un matin, Sam et son matelot Harvey croisent Carlos Contreras et son acolyte Juan, des sympathisants des révolutionnaires cubains, qui désirent louer le bateau de Sam, mais ce dernier refuse. Plus tard, Sam et Harvey emmènent un touriste, M. Peterson, pour une partie de pêche, mais ce dernier fait tomber tout l'équipement de pêche à la mer. Peterson promet de rembourser dans les dix jours, ce qui permettrait à Sam de rembourser ses nombreuses dettes. Mais Peterson est arrêté pour avoir émis des chèques en bois.
Sam va se retrouver contraint d'accepter de travailler pour un certain Hanagan, qui fait de la contrebande d'armes avec Cuba.

## Fiche technique
- Titre original : The Gun Runners
- Titre français : Trafiquants d'armes à Cuba
- Réalisation : Don Siegel
- Scénario : Daniel Mainwaring et Paul Monash (en), d'après En avoir ou pas d'Ernest Hemingway[1]
- Direction artistique : Howard Richmond
- Décors : Darrell Silvera
- Costumes : Bernice Pontrelli (costumes féminins), Morrie Friedman (costumes masculins)
- Photographie : Hal Mohr
- Son : Frank Goodwin, Roger Heman
- Montage : Chester Schaeffer
- Musique : Leith Stevens
- Production : Clarence Greene
- Société de production : Seven Arts Productions
- Société de distribution : United Artists
- Pays d'origine :  États-Unis
- Langue originale : anglais
- Format : noir et blanc — 35 mm — 1,85:1 — son Mono
- Genre : drame
- Durée : 83 minutes
- Dates de sortie :
  -  États-Unis : 15 septembre 1958
  -  France : 6 novembre 1959

## Distribution
- Audie Murphy : Sam Martin
- Eddie Albert : Hanagan
- Patricia Owens : Lucy Martin
- Everett Sloane : Harvey
- Richard Jaeckel : Buzurki
- Paul Birch : Sy Phillips
- Jack Elam : Arnold
- John Qualen : Pop
- Edward Colmans : Juan
- Stephen Peck : Pepito
- Carlos Romero (en) : Carlos Contreras
- Gita Hall (en) : Eva
- Herb Vigran : Freddy

## À noter
- C'est la troisième adaptation du roman En avoir ou pas d'Ernest Hemingway, après
  - Le Port de l'angoisse (To Have and Have Not) (1944) d'Howard Hawks, avec Humphrey Bogart, Walter Brennan et Lauren Bacall
  - Trafic en haute mer (The Breaking Point) (1950) de Michael Curtiz, avec John Garfield